# Irakli Garibashvili
Irakli Garibashvili (georgiano: ირაკლი ღარიბაშვილი, também transliterado como Gharibashvili; Tiblíssi, 28 de junho de 1982) é um político georgiano e que serviu como primeiro-ministro da Geórgia de 19 de fevereiro de 2021 a 29 de janeiro de 2024.
Ele serviu anteriormente como primeiro-ministro da Geórgia de 20 de novembro de 2013 até sua renúncia em 29 de dezembro de 2015 e é um ex-executivo de negócios. Garibashvili entrou na política com seu associado de longa data, o empresário Bidzina Ivanishvili, em outubro de 2012. Ele atuou como Ministro de Assuntos Internos no gabinete de Bidzina Ivanishvili de 2012 a 2013. Ivanishvili nomeou Garibashvili como seu sucessor como primeiro-ministro quando ele assumiu voluntariamente em novembro de 2013. Aos 31 anos de idade, ele foi a pessoa mais jovem a assumir o cargo de PM. Durante seu mandato, ele foi o segundo mais jovem líder de estado do mundo, depois de Kim Jong-un.

## Biografia

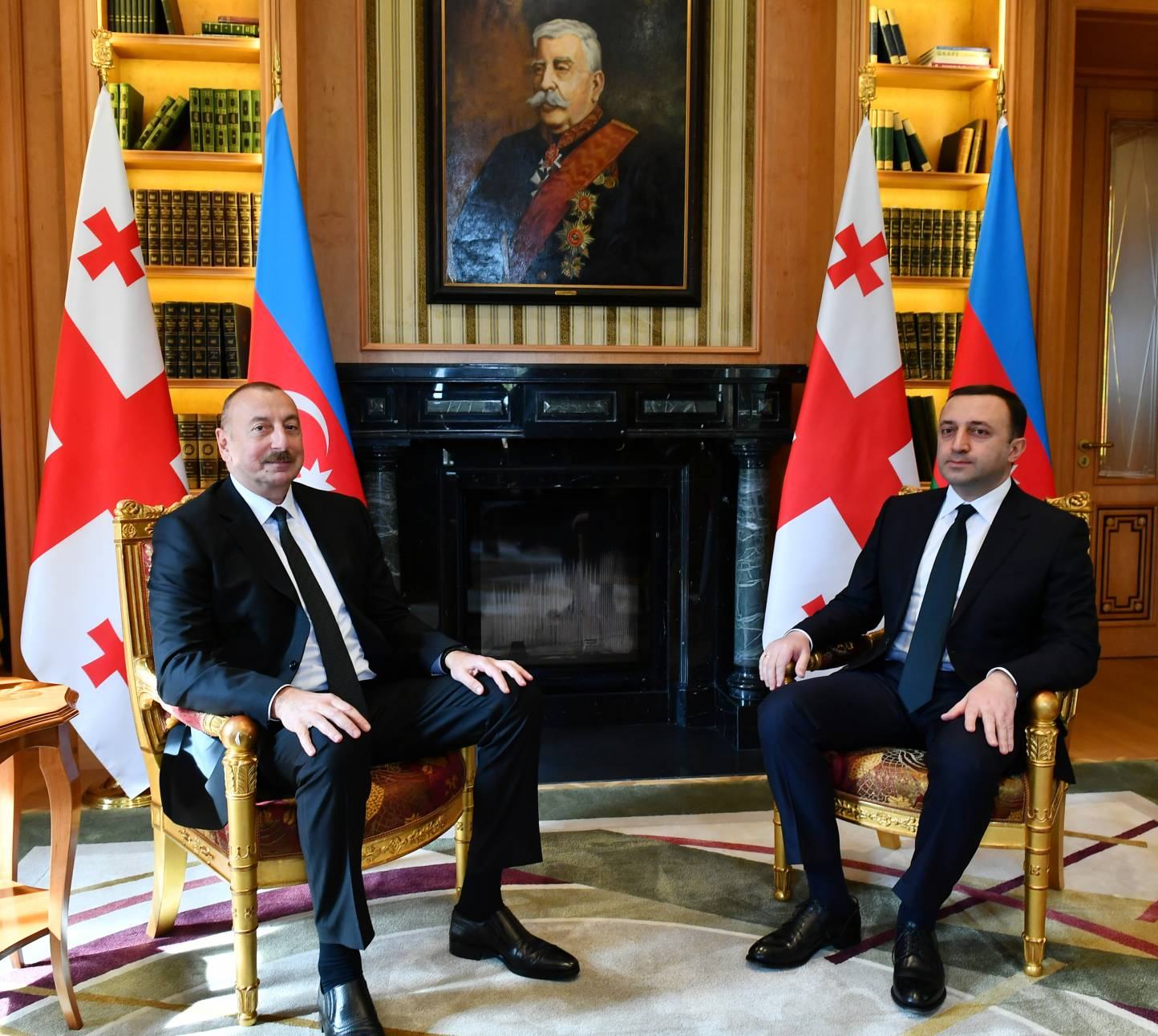
Ilham Aliyev and Prime Minister of Georgia Iraкli Garibashvili held one-on-one meeting

De 1988 a 1999, Garibashvili frequentou a escola secundária nº 1 em Dedoplistsqaro. De 1999 a 2005, Garibashvili estudou Relações Internacionais na Universidade Estatal de Tiblíssi, onde se formou com um mestrado. Ele também estudou na Universidade Panthéon-Sorbonne de 2002 a 2004. Desde 2004, ele trabalhou com a multimilionária Bidzina Ivanishvili. Começou trabalhando na divisão de logística da construtora Burji, do Grupo Cartu, da Ivanshvili. Ele se tornou Diretor Geral da fundação de caridade de Ivanishvili, Cartu em 2005, membro do conselho supervisor do Banco Cartu de Ivanishvili em 2007 e diretor do selo Georgian Dream fundado pelo filho pop-star de Ivanishvili, Bera em 2009.
Garibashvili se envolveu na política da Geórgia quando Ivanishvili fundou seu partido político Sonho Georgiano - Geórgia Democrática em fevereiro de 2012. Garibashvili foi um dos membros fundadores e inicialmente chefiou o comitê de revisão do partido. Ele foi incluído na lista de candidatos do MP para as eleições parlamentares de outubro de 2012. Depois que a coalizão venceu as eleições parlamentares de 2012 em 1 de outubro, Irakli Garibashvili tornou-se um representante da lista do partido Georgian Dream - Partido Democrático da Geórgia na convocação de 2012 do Parlamento da Geórgia.
Garibashvili é casado com Nunuka Tamazashvili (nascida em 1983), tem três filhos, Nikoloz (nascido em 2005), Andria (nascido em 2010), Gabriel (nascido em 2015) e uma filha Nino (nascida em 2016). Seu sogro, Tamaz Tamazashvili, é um ex-general da polícia que foi preso sob a acusação de porte ilegal de arma e explosivos em outubro de 2011. Garibashvili, membro do então opositor partido Georgian Dream, alegou que a prisão foi motivada politicamente. Depois que o Georgian Dream ascendeu ao poder em outubro de 2012, Tamazashvili foi libertado da prisão.